# Ugone II di Arborea
Ugone II di Arborea (... – Sardara, 5 aprile 1335) è stato giudice di Arborea dal 1321 fino alla sua morte.

## Biografia
Ugone era il figlio illegittimo del Giudice Mariano III di Arborea e di Padulesa de Serra.
Quando il re Giacomo II di Aragona venne investito del Regno di Sardegna e Corsica da parte di papa Bonifacio VIII, in cambio della rinuncia aragonese al Regno di Sicilia, Ugone II ne sostenne le pretese.
Perciò Ugone II si fece vassallo di Giacomo II, nella speranza di poter espandere il suo controllo sopra l'intera Sardegna, quale governatore in vece della Corona Aragonese-Catalana.
A questo fine Ugone II assistette nel 1323 alle conquiste del futuro re Alfonso IV di Aragona e poi nel 1324 all'espulsione della Repubblica di Pisa. In particolare dopo lo sbarco di Alfonso a Palmas, Ugone lo appoggiò nell'assedio di Villa di Chiesa e fu inoltre presente alla caduta di Castro di Cagliari.
Ugone morì di malattia il 5 Aprile del 1335.

## Famiglia
Ugone sposò Benedetta (morta circa nel 1345). Essi ebbero nove figli:
- Pietro III di Arborea, suo successore
- Mariano IV d'Arborea, successore del fratello maggiore
- Bonaventura (morta nel 1375) sposata con Pere de Xèrica, barone de Xèrica e discendente di Giacomo I di Aragona
- Francesco, canonico di Urgel
- Maria (morta nel 1392), sposata a Guillem Galceran de Rocabertí
- Giovanni (morto nel 1376), ribellatosi contro il fratello Mariano ed imprigionato
- Nicola (morto dopo il 1370), canonico di Lleida e di Salisbury, nonno di Leonardo Cubello, da cui discenderà Leonardo Alagon

Ugone ebbe anche figli illegittimi:
- Lorenzo, legittimato poi nel 1337
- Angiolesa
- Preziosa